# Kulturroute des Europarats

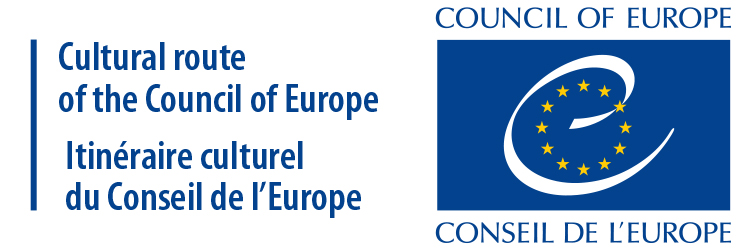
Logo Kulturrouten des Europarats

Eine Kulturroute des Europarats ist eine reale oder virtuelle Verbindung zwischen Orten und Stätten, die vom Europarat offiziell als „Kulturroute“ zertifiziert wurde. Bis 2010 wurden Kulturrouten als Europäische Kulturstraße bezeichnet. Eine Kulturroute des Europarats bezieht sich auf ein Land (eine Region) oder mehrere Länder (Regionen) und befasst sich mit Themen, die wegen ihres geschichtlichen, künstlerischen und sozialen Interesses europäischer Natur sind, sei es auf Grund der geographischen Wegführung oder des Inhaltes und der Bedeutung.

## Geschichte
Das Programm der europäischen Kulturrouten wurde im Jahre 1985 von der Europäischen Kommission in die Wege geleitet. Es wurde vom Europarat 1987 beschlossen. Als erste Kulturroute wurde am 23. Oktober 1987 der Jakobsweg zertifiziert. Grundlage des Programms ist seit 2007 die „Resolution CM/Res(2007)12 über die Kulturstraßen“ des Europarats, verabschiedet vom Ministerkomitee am 10. Oktober 2007 auf dem 1006. Treffen der Ständigen Vertreter der Außenminister (Ministers’ Deputies).

## Arten von Kulturrouten

### Nach Ausdehnung und beteiligten Gebieten
Kulturrouten können sein:
- transnationale Projekte (mehrere Länder sind beteiligt)
- transregionale (grenzüberschreitend oder nicht) oder
- regionale Projekte (wenn das kulturhistorische, künstlerische und soziale Interesse der Projekte über die Grenzen der Region oder des Staates hinausgeht).

### Nach Befahrbarkeit, Fixierung der Streckenführung und Begriffsbedeutung

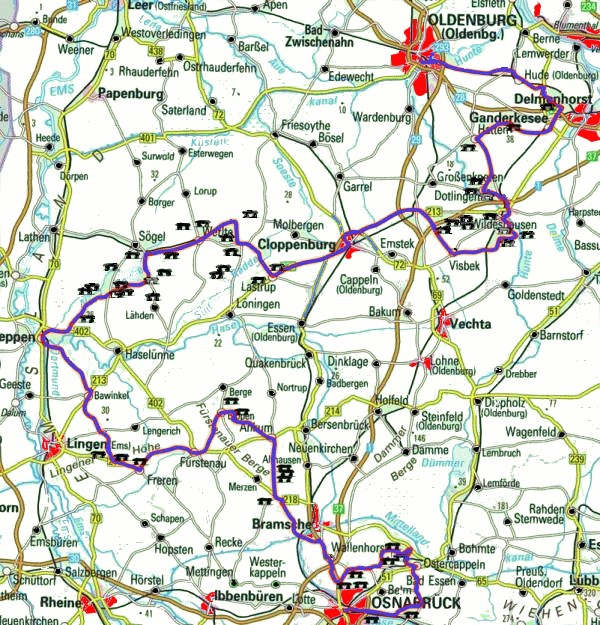
Hauptstrecke der Straße der Megalithkultur; zu vielen Stationen führen Stichwege, die von der Hauptstrecke abzweigen

Einige Kulturrouten entsprechen den Anforderungen an eine Ferienstraße (nach deutschen Kriterien) bzw. an eine Erlebnisstraße (nach österreichischen Kriterien): Man kann sie mit Kraftfahrzeugen vom Anfangspunkt zum Endpunkt befahren bzw. einen Rundkurs abfahren. Ein Beispiel für den ersten Typ stellt die 1992 zertifizierte Schickhardt-Straße dar (die allerdings 2017 nicht mehr als Kulturweg gilt), ein Beispiel für den zweiten Typ der durch Sachsen-Anhalt verlaufende Teil der Transromanica (die Straße der Romanik). Solche Kulturrouten sind in Straßenkarten eingezeichnet, dort als Ferien- bzw. Erlebnisstraßen markiert und in der realen Landschaft durch einheitliche Verkehrszeichen ausgeschildert. Eine Variante des ersten Typs besteht darin, dass immer wieder von der Hauptroute Nebenwege sackgassenartig abzweigen, an deren Ende sich Stationen der Route befinden (Beispiel: Die Straße der Megalithkultur als deutscher Teil der Europäischen Route der Megalithkultur).

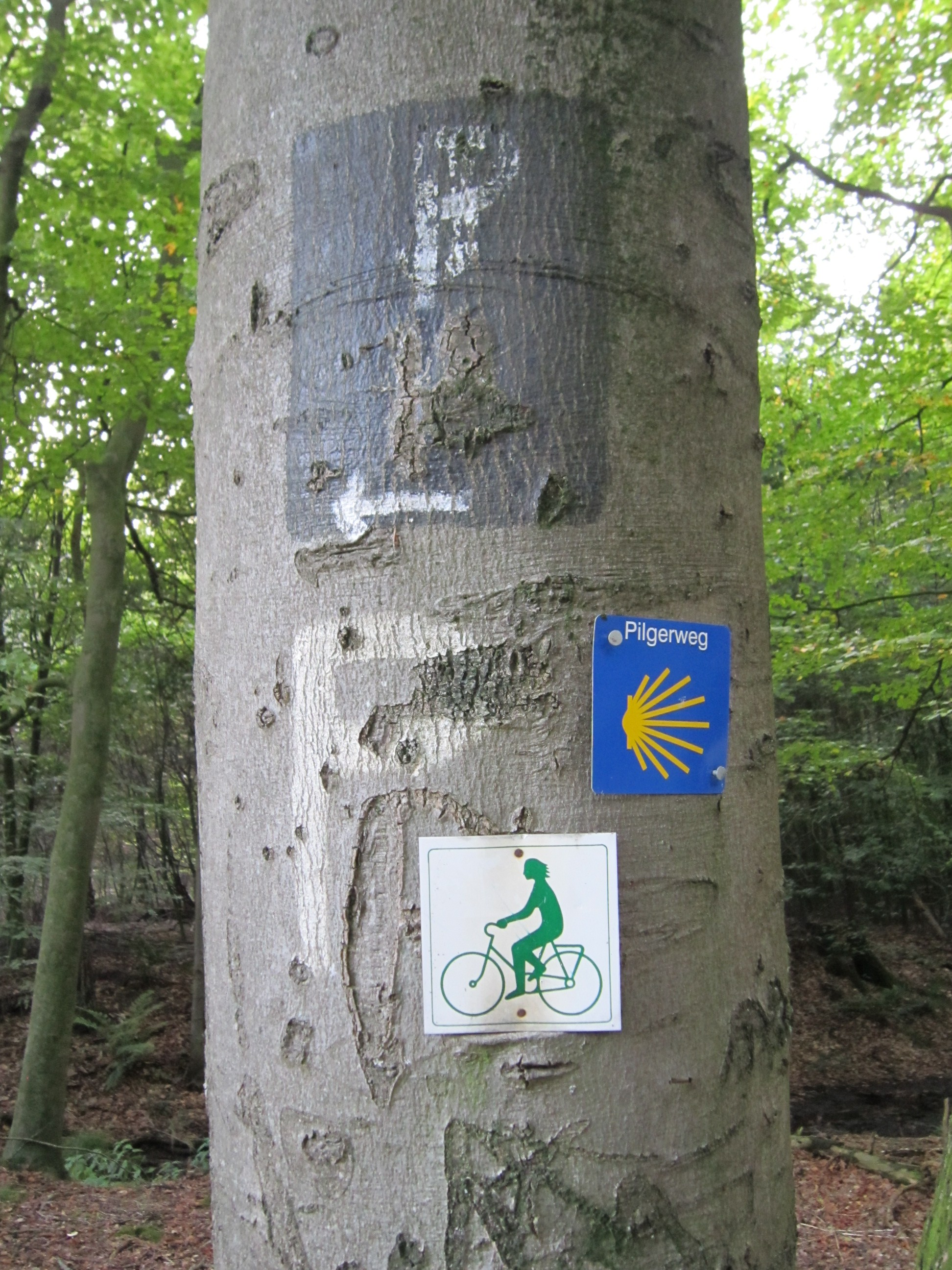
Markierung des Pickerwegs mit der Jakobsmuschel, dem Kennzeichen des Jakobswegs

Daneben gibt es Kulturrouten, die auf weiten Strecken nur zu Fuß abgelaufen oder mit dem Fahrrad (z. B. ein großer Teil der Jakobswege) bzw. mit Wasserfahrzeugen (z. B. die Routen der Wikinger) abgefahren werden können. Im Fall der Jakobswege muss darüber hinaus teilweise noch geklärt werden, auf welchen Wegen genau im Mittelalter Pilger etwa aus Skandinavien oder aus Osteuropa nach Santiago de Compostela gelangt sind. Wenn Historiker entdecken, dass eine bestimmte Strecke von Jakobspilgern benutzt wurde, müsste diese Strecke anschließend als Teil des Netzes der Jakobswege gelten. So gilt beispielsweise der Pickerweg, der bis ins frühe 21. Jahrhundert ausschließlich als Handelsweg angesehen wurde, nach neueren Forschungen als Jakobsweg.
Ferner gibt es Kulturrouten, die keinen festen Verlauf haben, sondern in weiten Teilen nur als nicht amtlich festgelegte Verbindung zwischen zwei Stationen bzw. Regionen mit kultureller Bedeutung zu verstehen sind. Ein Beispiel hierfür ist die Verbindung zwischen dem deutschen und dem italienischen Teil der Transromanica: Jedem Touristen bleibt es selbst überlassen, wie er vom deutschen in den italienischen Teil dieser „Kulturroute“ gelangen will. In diesem Sinne ist die Transromanica (wie auch viele andere europäische Kulturrouten) eine „imaginäre Route“.
Schließlich gibt es auch Interpretationen des Begriffs Kulturroute, in denen die durch den Begriff „Weg“ bzw. „Route“ implizierte Bedeutung Verbindungsstrecke zwischen Ort/Stätte A und Ort/Stätte B nicht unbedingt mitgedacht wird. So ist nach einer Definition der Mitgliedsstadt Wiesbaden die „Europäische Route historischer Thermalstädte“ ein „wachsende[s] Netzwerk“ im Sinne einer Organisation und letztlich mit dem Träger EHTTA („European Historic Thermal Towns Association“, deutsch: „Europäische Vereinigung historischer Thermalstädte“) identisch. Folgerichtig spricht die Stadt Wiesbaden davon, dass die „europäische Route historischer Thermalstädte […] das historische und kulturelle Erbe der Thermalstädte“ verbinde (und nicht etwa die Städte selbst). Als bloßes Netzwerk, d. h. als Verbindung von Orten, die einen Bezug zu einem Thema von europäischer Bedeutung haben, betrachtet sich auch der Hansebund, der 1980 in Zwolle wiedergegründet wurde und aus denjenigen Städten des historischen Städtebundes besteht, die sich dem Projekt angeschlossen haben. Dieses Netzwerk ist mit dem bereits 1991 vom Europarat zertifizierten „Kulturroute“ Die Hanse identisch.
Eine mögliche Ursache für Missverständnisse darüber, was ein „Weg“ ist, besteht darin, dass das englischsprachige Wort „way“ auch „Art und Weise“ bedeuten kann („a way to connect people“ = „eine Methode, Menschen miteinander zu verbinden“).

## Ziele des Programms „Kulturroute des Europarats“
Dem Europarat zufolge war die Europäische Kommission 1985 von dem Gedanken geleitet, anhand einer Reise durch Raum und Zeit zu zeigen, wie das Erbe der verschiedenen Länder und Kulturen Europas zum gemeinsamen kulturellen Erbe beiträgt. Die Kulturrouten sollen die Grundwerte und grundlegenden Praktiken des Europarates in die Tat umsetzen: Menschenrechte, Demokratie, kulturelle Vielfalt und Identität, Gespräche, gegenseitigen Austausch und Bereicherung über Grenzen und Jahrhunderte hinaus. Die Kulturrouten sollen als ein „open air“-Labor der europäischen Entwicklung fungieren. Sie sollen Chartas, Konventionen und Empfehlungen bezüglich des kulturellen Erbes und des nachhaltigen Tourismus durch eine pädagogische Annäherung in Wirklichkeit umsetzen.
Das Programm der Kulturrouten des Europarates verfolgt ein dreifaches Ziel:
1. Die gemeinsame kulturelle Identität der europäischen Bürger sichtbarer, wertvoller und im täglichen Leben lebendiger machen,
2. das europäische Kultur-Erbe zu erhalten und aufzuwerten,
3. im Interesse einer verbesserten Lebensqualität und im Interesse der sozialen, wirtschaftlichen und kulturellen Entwicklung den Bürgern Europas in ihrer Freizeit neue Möglichkeiten des Kulturtourismus anzubieten.

## Existierende Kulturrouten
2025 sind die folgenden 45 Kulturrouten des Europarats als solche zertifiziert:
1. Der Jakobsweg (1987)
2. Die Hanse (1991)[11]
3. Die Kulturroute der Wikinger (1993)
4. Die Via Francigena (Frankenwege, 1994)
5. Die Route des Erbes von Al-Andalus (1997)
6. Die Mozart-Wege (2002)
7. Die Routen der Phönizier (2003)
8. Die Eisenstraße in den Pyrenäen (2004)
9. Europäische Routen des Jüdischen Erbes (2004)
10. Die Cluniazensischen Stätten in Europa (2005)
11. Der Martinusweg (2005)
12. Die Via Regia (Königsstraße, 2005)
13. Transromanica, die Wege der Romanik in Europa (der deutsche Teil ist die Straße der Romanik, 2007)
14. Iter Vitis (die Wege der Weinberge, 2009)
15. Der Olavsweg (2010)
16. Die Wege der prähistorischen Steinkunst (2010)
17. Die Europäische Route der Friedhofskultur (2010)
18. Die Europäische Route historischer Thermalstädte (2010)
19. Die Europäische Keramikstraße (2012)
20. Die Europäischen Routen der Megalithkultur (2013) (der Abschnitt in Niedersachsen nennt sich seit 2006 Straße der Megalithkultur)
21. Der Europäische Kulturfernwanderweg Hugenotten- und Waldenserpfad (2013)
22. ATRIUM – Architecture of Totalitarian Regimes of the 20th Century in Europe’s Urban Memory (2014)
23. Das Europäische Jugendstil-Netzwerk (2014)
24. Via Habsburg (2014)
25. Auf den Spuren römischer Kaiser und des Weines (2015)
26. Die europäischen Wege von Kaiser Karl V. (2015)
27. Auf den Spuren von Robert Louis Stevenson (2015)
28. Destination Napoleon (2015)
29. Die Route der Festungsstädte (2016)
30. Die Impressionismus-Routen (2018)
31. Die Europäische Route der Industriekultur (2019)
32. Die Straße des Eisernen Vorhangs (2019)
33. Le Corbusier Destinations: Architekturpromenaden (2019)
34. Die Route der Befreiung Europas (2019)
35. Die Europäische Route der historischen Gärten (2020)
36. Die Aeneas-Route (2021)
37. Alvar-Aalto-Route – Architektur und Design des 20. Jahrhunderts (2021)
38. Der Kyrill-und-Method-Weg (2021)
39. Die Europäische d'Artagnan-Route (2021)
40. Die Eisenzeit-Donau-Route (2021)
41. Die Europäische Märchenstraße (2022)
42. Die Route der Schriftstellerinnen (2022)
43. Die Route historischer Cafés (2022)
44. Die Triftwegewege der Transhumanz (2023)
45. Die Europäische Route historischer Apotheken und Arzneigärten (2024)
46. Die Leonardo-Da-Vinci-Route (2024)
47. Die Freiheits-Routen durch die Pyrenäen (2025)
48. Die Romea Strata (2025)
49. Die Wege des hl. Franziskus (2025)

## Entzug der Zertifizierung
Die Anerkennung als „Kulturroute des Europarats“ kann auch entzogen werden. Kulturrouten des Europarats werden alle drei Jahre vom „Europäischen Institut für Kulturstraßen“ mit Sitz in Luxemburg evaluiert. Werden die Anforderungen an eine Kulturroute des Europarats durch Mängel in der Planung, der Budgeterstellung oder dem strategischen Management nicht mehr erfüllt, erfolgt eine Aberkennung des Zertifikats.
Die Anforderungen des Europarats wurden 2010 in der Resolution CM/Res(2010)52 präzisiert:
- Eine Kulturroute muss ein grenzüberschreitendes Netzwerk bilden, an dem mindestens drei Länder beteiligt sind. Diese müssen Mitgliedsstaaten des Europarates oder Vertragsstaaten des Europäischen Kulturabkommens sein.
- Das Thema muss die grundlegenden Werte des Europarates unterstützen und durch kontinuierliche Forschung weiterentwickelt werden.
- Die vorgeschlagenen Projekte müssen sich im Hinblick auf ihre finanziellen und personellen Ressourcen selbst tragen.
- Ein Rechtsträger, wie ein Verein oder ein Zusammenschluss mehrerer Vereine, muss geschaffen werden.
- Das Netzwerk muss demokratische Prozesse entwickeln, die zu gemeinsamen Entscheidungen bei Strategien und Aktivitäten führen.
- Für die gesamte Kulturstraße müssen entsprechende kulturtouristische Produkte wie Führungen, Dokumentationen, weitere Routenvorschläge usw. entwickelt werden.
- Aktivitäten für Jugendliche und regelmäßige kulturelle und künstlerische Anlässe, wie Festivals und Veranstaltungen, aber auch thematische Diskussionen und fachliche Debatten müssen realisiert werden.[13]

Von den 29 im Jahr 2010 vom Europarat aufgezählten Kulturrouten haben ihr Zertifikat verloren: Die Heinrich-Schickhardt-Kulturstraße, die Don-Quixote-Route, die Via Carolingia, die Wege Sankt Michaels, die Europäische Eisenstraße in Zentraleuropa, die Rundwege von Wenzel und Vauban, der Weg der kastilischen Sprache, Europäische Routen vom Erbe der Migrationen und die Spur vorgeschichtlicher Höhlenmalerei.
Die Routen der Reformation, die 2019 als Kulturroute des Europarates anerkannt worden waren, verloren 2024 diesen Status. Die 2020 zertifizierte Via Romea wurde 2025 dezertifiziert.